# Americo Enrico Lauro
Americo Enrico Lauro (Napoli, 1879 – Shanghai, 6 febbraio 1937) è stato un regista italiano, pioniere della fondazione e sviluppo dell’industria cinematografica in Cina.

## Biografia
Si trasferisce a Shanghai in Cina intorno al 1900 dove inizia la sua attività nell'industria cinematografica che sarà cardinale per la fondazione e lo sviluppo dell'industria cinematografica a Shanghai. Nel maggio 1917 il Gran Teatro di Shanghai, originariamente utilizzato per rappresentazioni tradizionali cinesi, fu ufficialmente trasformato in cinema grazie ai finanziamenti di Lauro, Deng Zixi e altri personaggi cinesi. Ed è proprio in questa sede che il celebre scrittore Lu Xun vide l'ultimo film della sua vita.
Lauro non si impegna unicamente nel campo dell'industria cinematografica ma, già a partire dal 1905, proietta in alcune case da tè di Shanghai cortometraggi sulla città. Gira inoltre diversi documentari in Cina recandosi anche a Pechino per filmare il funerale della regina madre e l'incidente del 1911, in cui l'aviatore francese René Vallon perse la vita. Sempre nel 1911 gira il film Costumi ed abitudini della Cina che vince un premio all'Esposizione nazionale italiana che ebbe luogo a Roma, Torino e Firenze. Nel 1914 collabora con un gruppo di artisti di teatro drammatico e gira un film dal titolo "The Curse of Opium", incentrato sugli effetti negativi dell'uso dell'oppio.
Lauro è considerato anche un pioniere della sperimentazione dei film a colori grazie all'uso del marrone e del verde per colorare la pellicola. Durante il corso della sua attività, egli incontrava molte difficoltà nel filmare gli artisti cinesi che non avevano ricevuto alcuna formazione in recitazione e guardavano sempre l'obiettivo. Gli attori erano unicamente di sesso maschile ed erano impiegati anche per l'interpretazione di ruoli femminili.                                                                                                          
A Shanghai fonda inoltre una propria casa cinematografica, chiamata "VLO Film Corporation (in inglese Lauro Film), ubicata a Renji road (ora Chi road)- North Sichuan Road presso il Palazzo Guanglu.
Rimane vedovo nel 1933 e non avendo figli, si reca a Manila nel 1935. Rientra a Shanghai nel gennaio nel 1937 dove morirà il 6 febbraio dello stesso anno. Pochi giorni dopo viene sepolto al cimitero per stranieri nel parco del Distretto di Jing'an.